# 水戸国際陸上競技大会
水戸国際陸上競技大会（みとこくさいりくじょうきょうぎたいかい）は、毎年5月上旬に開催されていた陸上競技大会である。通称水戸国際と呼ばれていた。

## 概要
当大会は兵庫リレーカーニバルや織田記念、静岡国際陸上競技大会とともに日本グランプリシリーズの一つとして数えられ、世界選手権大会やオリンピックの開催年には代表選考を兼ねる大会として重要な意味を持っていた。
開催地は茨城県水戸市の水戸市立競技場であったが、2004年度で同スタジアムの改修のため終了した。
競技の模様はテレビ東京で放送されたこともある。
水戸市立競技場の改築後、現在の「ケーズデンキスタジアム水戸」になってからは、2009年に「水戸招待陸上」が事実上の後継大会として再開、2018年から日本グランプリシリーズに加盟（実質復帰）した。